# 요코하마 미나토미라이 21

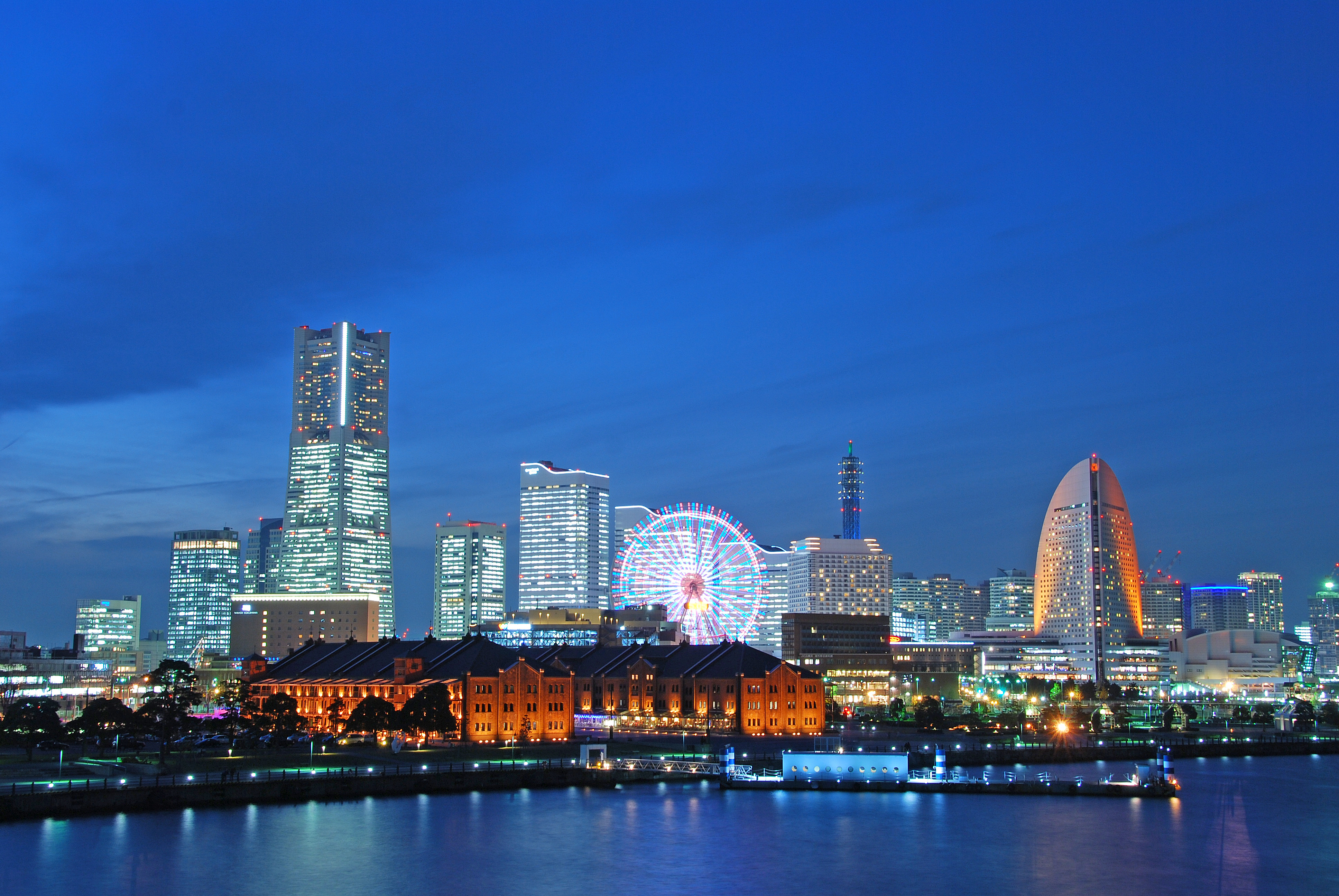
요코하마 미나토미라이 21

요코하마 미나토미라이 21(일본어: 横浜みなとみらい21 요코하마미나토미라이니주이치[*])은 일본 요코하마시 나카구와 니시구에 걸쳐있는 약 1.86km2의 해변 지역이다. 면적의 0.76km2는 매립지이다. 약칭으로는 미나토미라이 21(みなとみらい21), MM21등이 사용된다. 미나토미라이 중앙 지역의 광범위의 동명 주소 표기로도 미나토미라이가 사용되고 있다. 요코하마 랜드마크 타워, 퍼시피코 요코하마, 요코하마 미술관, 코스모 클락 21 등의 건축물과 관광지가 있다.